# Pavlovčani
Pavlovčani is een plaats in de gemeente Jastrebarsko in de Kroatische provincie Zagreb. De plaats telt 280 inwoners (2001).